# كوبا سود أمريكانا 2006
كوبا سود أمريكانا 2006 هو الموسم 5 من  كوبا سود أمريكانا. الذي يشرف على تنظيمه كونميبول، وكان عدد الأندية المشاركة فيه 34، وفاز فيه نادي باتشوكا.

## نتائج الموسم

### ربع النهائي
| فريق 1              | مجموع   | فريق 2             | المباراة الأولى | المباراة الثانية |
| ------------------- | ------- | ------------------ | --------------- | ---------------- |
| ناسيونال مونتيفيديو | 2–6     | أتلتيكو باراناينسي | 1–2             | 1–4              |
| لانوس               | 2–5     | باتشوكا            | 0–3             | 2–2              |
| كولو-كولو           | 6–1     | جيمناسيا لابلاتا   | 4–1             | 2–0              |
| سان لورينزو         | 3–3 (a) | ديبورتيفو تولوكا   | 3–1             | 0–2              |